# Неоформант
Неоформант — це новий компонент слова, виділений зі складу нових запозичень, наприклад — ворд (від анг. word — «слово»): чайнворд, анаграмворд тощо.
Перша група неоформантів — ті, що набули нової сполучуваності. Наприклад, у словниках зафіксовані слова з префіксоїдами ультра-, анти-, політ-, пост-, які продовжують існувати у вже звичних комбінаціях, наприклад, ультраактивний, антинародний, антикорупційний тощо.
До запозичених формантів, що утворюють нові комбінації зі словами, належать -абель(ний), -ноїд. У вже засвоєних комбінаціях трапляється, наприклад, комунікабельний, суфіксоїд, строфоїд, гуманоїд. Нові комбінації: читабельний. Запозичені форманти, що мають нову сполучуваність, ширше представлені категорією префіксоїдів. Така динаміка вживання у мові яскраво ілюструє нам тенденцію засвоєння формантів і їхнього активного функціювання. У перспективі ті форманти, які на сучасному етапі мають статус «нео» матимуть аналогічну широку сполучуваність і будуть засвоєні українською мовною системою.
Серед неоформантів можна виокремити як частовживані такі: префікси топ-, бліц- (так звані «форманти інтенсивності»). Ці елементи вступають у найрізноманітніші словотворчі взаємодії: топ-менеджер, топ-аркуш, бліц-програма, бліц-коментар.
Із неосуфіксоїдів активно вживається формант -ман(ія) (використовується для номінації осіб, які мають певний вид залежності): шопоман, шопоманія.
Формант -нет (спостерігаємо у словах, номінативно пов'язаних із мережею «інтернет», від англ. network — «мережа»), може приєднуватися як в препозиції, так і в постпозиції: Рунет, нетблог.
Серед неоформантів окремо розглядають юкстапозити. До них зараховуємо форманти медіа-, піар-, бізнес-, євро-, віп-, інтернет-.
Серед неоформантних утворень зустрічаємо такі, що набувають автосемантичності, набуваючи номінативної функції. Наприклад, формант медіа- вже зафіксований сучасним словником іншомовних слів як самостійна лексична одиниця на позначення «систем засобів масової інформації». Подібне спостерігаємо щодо форманту піар-, який, крім самостійного існування, претендує на повне вживання у мовну систему.